# Brusnik (Zaječar)
Brusnik (em cirílico: Брусник) é uma vila da Sérvia localizada no município de Zaječar, pertencente ao distrito de Zaječar, na região de Timočka Krajina. A sua população era de 297 habitantes segundo o censo de 2011.

## Demografia
| 1948 | 1953 | 1961 | 1971 | 1981 | 1991 | 2002 | 2011 |
| ---- | ---- | ---- | ---- | ---- | ---- | ---- | ---- |
| 1398 | 1432 | 1350 | 1076 | 846  | 589  | 456  | 297  |

Há uma dúzia de fontes públicas nesta cidade muito pequena e em seus arredores, que foram construídos entre meados de 19 e meados de 20 centuiries. Uma das maiores é a Fonte de Mita (Mitina Česma), construída na virada do 19/20 século pelo comerciante local Dimitrije (Mita) Kojić, o tataravô do autor Miodrag Kojadinović.

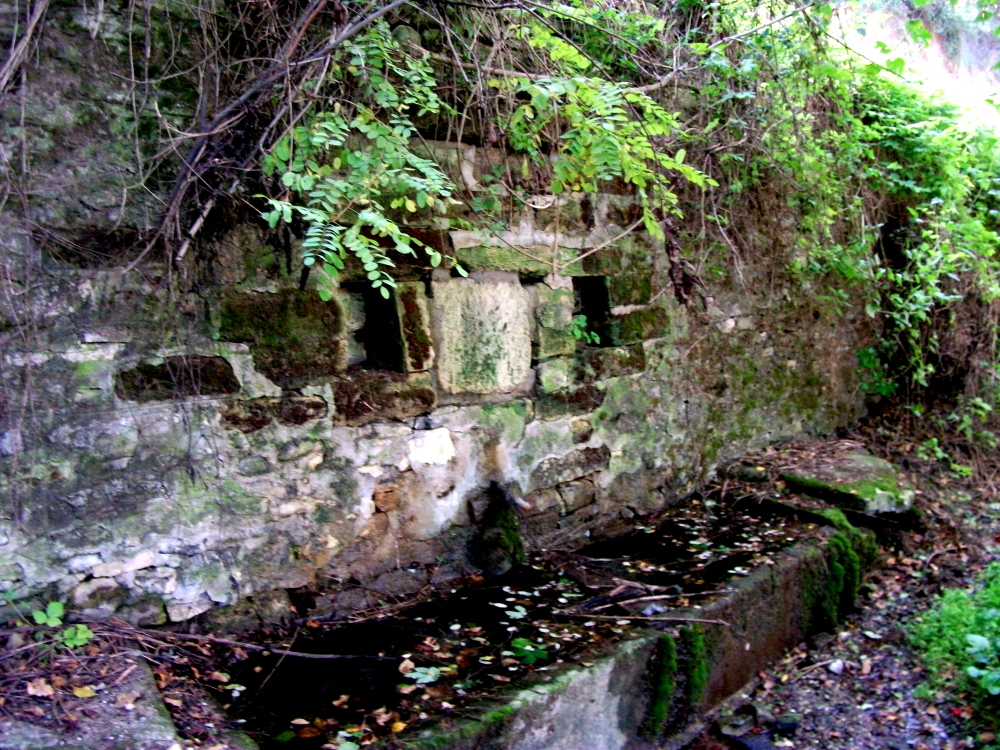
A Fonte de Mita em Brusnik

A igreja paroquial de Brusnik foi construída em 1897-1900, e é consagrada a Todos os Santos em 1900, pelo bispo Meletius (Meletije) de Negotin-Região de Timok da Igreja Ortodoxa Sérvia. (Este é um dia de festa bastante incomum para igrejas em uma cidade tão pequena, ela é geralmente reservada para catedrais e basílicas secundárias nas grandes cidades do bispado.)

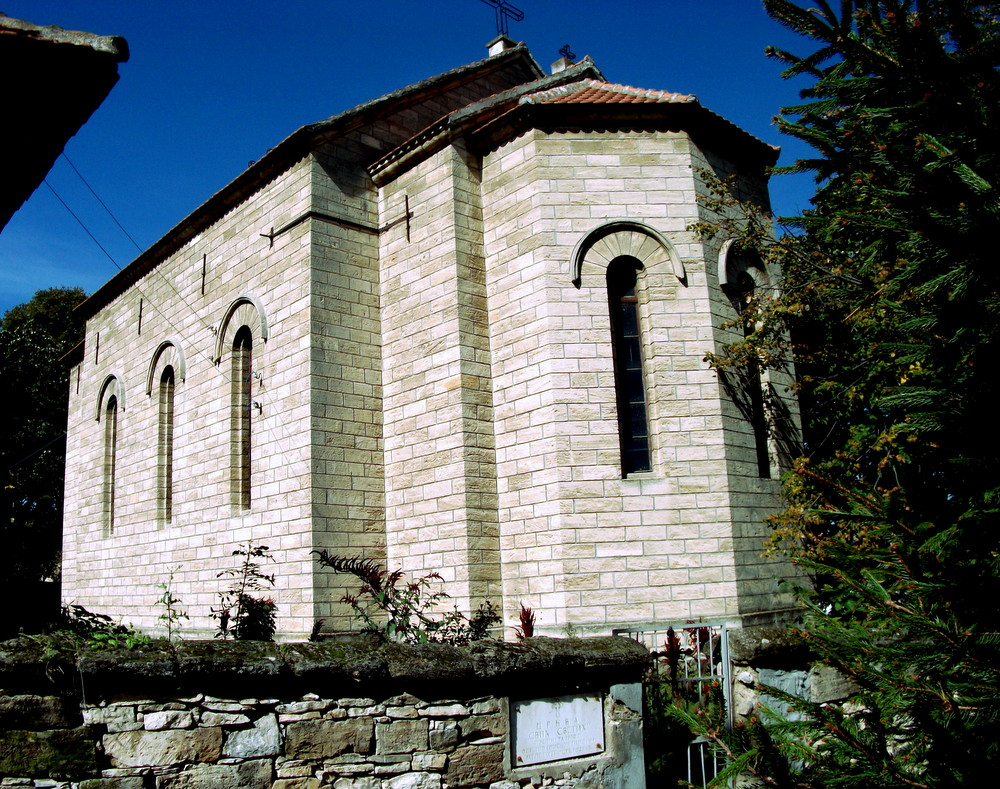
A igreja paroquial de Brusnik